# Cratere Sulmo
Sulmo è un cratere sulla superficie di Dione.